# Poulton (Gloucestershire)
Poulton è un villaggio e parrocchia civile dell'Inghilterra, appartenente alla contea del Gloucestershire.